# Jorge Latour
Jorge Latour (* 11. Juli 1898 in Rio de Janeiro; † 1972) war  ein brasilianischer Diplomat.

## Leben
Jorge Latour war Bachelor der Rechtswissenschaft und der Sozialwissenschaft der Universidade Federal do Rio de Janeiro. Am 31. Oktober 1918 nahm er an einem Wettbewerb teil und wurde 1919 zum Gesandtschaftssekretär dritter Klasse ernannt. Von Oktober 1930 bis September 1931 wurde Latour als Geschäftsträger nach La Paz versetzt und von 1936 bis 1938 bei der Mission beim Völkerbund in Genf eingesetzt.
Ab 1937 wurde er als Geschäftsträger nach Warschau beordert, von wo er in einem 30-seitigen mit Fotografien illustrierten Bericht an das Außenministerium vor einer Infiltração Japoneza no Brasil warnte. Ein Jahr später wurde er in gleicher Funktion nach Rom versetzt und trat dort gegenüber Galeazzo Ciano als Repräsentant der Ação Integralista Brasileira, der Partei von Plínio Salgado auf.
Ab 1939 wurde Latour als Geschäftsträger zunächst bis 1940 in Mexiko-Stadt und von 1941 bis 1946 in Bogotá eingesetzt. Im Anschluss daran gehörte er der brasilianischen Delegation bei der Pariser Friedenskonferenz 1946 an und leitete von 1946 bis 1949 als Vorsitzender den Conselho Nacional de Imigraçâo Colonização (Einwanderungsrat).
Am 27. November 1951 wurde er zum außerordentlichen Gesandten und Ministre plénipotentiaire ernannt und war als solcher vom 9. März 1952 bis zum 29. Juni 1954 in Helsinki sowie im Anschluss daran bis 1956 in Athen akkreditiert. Schließlich wurde Latour vom 22. April 1959 bis zum 11. Juli 1963 als Botschafter in Panama-Stadt berufen, als im April 1959 Roberto Arias bei ihm Asyl fand.